# کندال کارسون
کندال کارسون (انگلیسی: Kendall Karson؛ زاده ۲۸ مارس ۱۹۸۸) یک بازیگر پورنوگرافی، رقصنده و دی جی آمریکایی است. وی در سال ۲۰۱۱ وارد صنعت سرگرمی‌های بزرگسالان شد.
کارسون اصلیت آلمانی، فرانسوی، ولزی و سرخ‌پوستی دارد و همچنین تابعیت ایالت متحده را دارا می‌باشد.

## جوایز
| Year | Ceremony     | Result   | Award                                           | Work                                   |
| ---- | ------------ | -------- | ----------------------------------------------- | -------------------------------------- |
| ۲۰۱۳ | جایزه ای‌وی‌ان | نامزدشده | Best New Starlet                                | —                                      |
| ۲۰۱۳ | جایزه ای‌وی‌ان | نامزدشده | Best POV Sex Scene (with اریک اورهارد)          | Sport Fucking 10                       |
| ۲۰۱۴ | AVN Award    | نامزدشده | Unsung Starlet of the Year                      | —                                      |
| ۲۰۱۴ | XBIZ Award   | برنده    | Best Scene - Parody Release (with Ryan Driller) | Man of Steel XXX: An Axel Braun Parody |